# تطور الطفل
تطور الطفل  هو علم يشير إلى التغيرات البيولوجية والنفسية والعاطفية التي تحدث في بني البشر منذ الولادة وحتى نهاية مرحلة المراهقة، كما تقدم الفرد من التبعية إلى زيادة الاستقلال الذاتي. ولأن هذه التغرات التنموية قد تتأثر بشدة بالعوامل الوراثية وأحداث الحياة خلال فترة ماقبل الولادة، وعادةً ما تشمل علم الوراثة والتنمية قبل الولادة كجزء من دراسة تنشئة الطفل. وتشمل المصطلحات ذات الصلة بعلم النفس التنموي، إشارة إلى أن التطور طوال فترة الحياة وطب الأطفال، فرع من فروع الطب المتعلق برعاية الأطفال. قد يحدث تغير نمائي نتيجة لعمليات وراثية تسيطر عليها والمعروفة باسم النضوج، أو نتيجة لعوامل بيئية والتعليم، ولكن الأكثر شيوعاً ينطوي على التفاعل بين الاثنين. كما قد يحدث أيضاً نتيجة للطبيعة البشرية وقدرتنا على التعلم من بيئتنا.

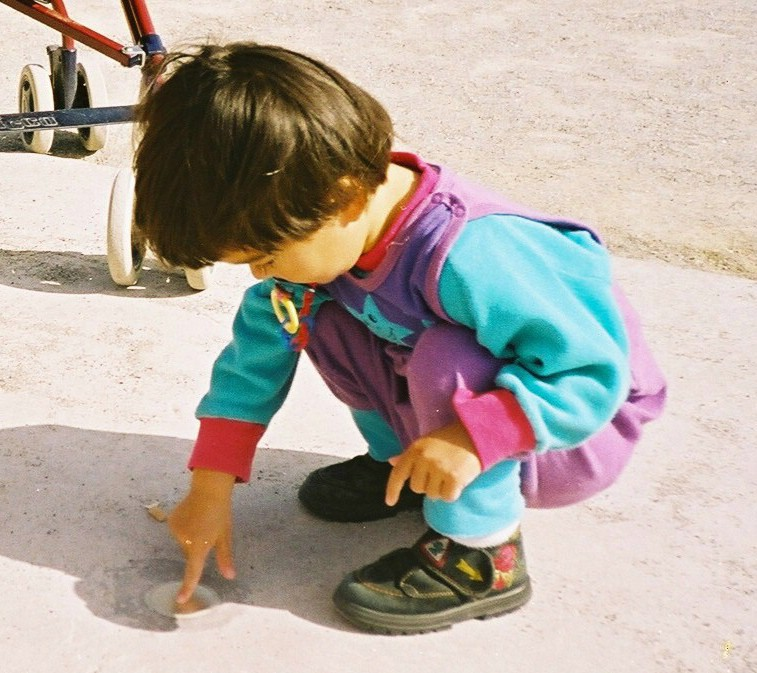
استكشاف

هناك تعاريف مختلفة من الفترات في إنماء الطفل، لن كل فترة تعتبر سلسلة متصلة مع الفروق الفردية فيما يتعلق بالبداية والنهاية.
بعض فترات التنمية ذات صلة بالعمر وأمثلة على فترات محددة هي: حديثي الولادة (حيث تتراوح أعمارهم 0 - 4 أسابيع)؛ الرضع (من سن 4 أسابيع - 1 سنة)؛ طفل صغير (الأعمار من 1 - 3 سنوات)؛ طفل دون سن المدرسة (تتراوح أعمارهم 4 - 6 سنوات)؛ طفل في سن المدرسة (أعمارهم 6 - 13 سنة)؛ المراهقين (من سن 13 - 20 سنة). ومع ذلك، فإن منظمات مثل صفر على ثلاثة والرابطة العالمية لتغذية الرضع، استخدام الصحة النفسية ومصطلح الرضع بأنها فئة عريضة، بما في ذلك الأطفال من الولادة إلى عمر 3 سنوات.
تعتبر التنمية الأمثل للأطفال ذات أهمية حيوية للمجتمع، لذا من المهم أن نفهم التنمية الاجتماعية والمعرفية والعاطفية والتعليمية للأطفال. وقد أفضى زيادة البحث والاهتمام فب هذا الميدان إلى نظريات واستراتيجيات جديدة، مع إيلاء اهتمام خاص إلى الممارسة التي تعزز التنمية داخل النظام المدرسي. وبالإضافة إلى ذلك هناك أيضاً بعض النظريات التي تحاول وصف تسلسل الدول التي تؤلف تنمية الطفل.

## نظريات

### نظرية النظم الإيكولوجية
المقال التفصيلي: نظرية النظم الإيكولوجية
وتسمى أيضاً «في سياق التنمية» أو نظرية «الإيكولوجيا البشرية»، نظرية النظم الإيكولوجية، والتي صغيت أصلاً من قبل Urie Bronfenbrenner والذي يحدد أربعة أنواع من النظم البيئية المتداخلة مع تأثيرات ثنائية الاتجاه وبين داخل هذه الأنظمة. الأنظمة الأربعة هي: microsystem ، mesosystem ، exosystem ، macrosystem . كل نظام منها يحتوي على الأدوار والمعايير والقواعد التي يمكن أن تشكل بقوة التنمية. منذ عام 1979، نشر Bronfenbrenner's بيان رئيسي من هذه النظرية، على التنمية البشرية  وقد كان لها تأثير واسع النطاق على طريقة علماء النفس وغيرهم من نهج درساة البشر وبيئاتهم. ونتيجة لهذا التصور تأثير على التنمية، هذه البيئات من الأسرة إلى الهياكل الاقتصادية والسياسية _ قد وصلنا إلى أن ينظر إليهم على أنهم جزء من دورة الحياة من مرحلة الطفولة حتى سن البلوغ.

### بياجيه
كان بياجيه العالم السويسري قد بدأ دراسته في التنمية الفكرية في 1920 م. وكانت اهتمامات بياجيه الأولى تلك التي تتناول طرق تكيف الحيوانات مع بيئاتها ولأول مرة نشرت مادة علمية حول هذا الموضوع عندما كان عمره 10 سنوات. وأدى هذا في نهاية المطاف إلى تحقيق درجة الدكتوراه في علم الحيوان، والتي أدت بعد ذلك إلى فائدة ثانية في نظرية المعرفة. نظرية المعرفة هي من فروع الفلسفة والتي تتناول أصل المعرفة. يعتقد بياجيه أنه جاء أصل المعرفة من علم النفس، لذلك سافر إلى باريس وبدأ العمل على أول «اختبار ذكاء موحد» في مختبرات ألفريد بينت، بهذا أثر على حياته المهنية إلى حد كبير. كما أنه نفذ اختبار الذكاء هذا وبدأ بوضع هدف أساسي للطريقة التي يعمل بها فكر الطفل. ونتيجة لذلك، طور مختبره الخاص وأمضى سنوات لتسجيل النمو العقلي للأطفال وحاول معرفة كيفية تطوير الأطفال من خلال مراحل مختلفة من التفكير. أدى ذلك إلى تطوير بياجيه أربع مراحل هامة من التطور المعرفي: مرحلة الطور الحسي - الحركي (منذ الولادة وحتى سن 2)، مرحلة ماقبل التشغيل (2 إلى 7 سنوات)، ومرحلة تشغيلية معينة (الذي تتراوح أعمارهم من 7 إلى 12 سنة)، ومرحلة التشغيل الرسمية (بعد ذلك تتراوح أعمارهم بين 11 إلى 12 سنة).

### مراحل بياجيه
الحسي - الحركي : (منذ الولادة إلى السنتين)
ووفقاً لبياجيه أنه عندما يبلغ الرضيع من العمر حوالي 7 - 9 أشهر فإنه يبدأ في تطوير ما أسماه ديمومة الكائن، وهذا يعني أن الطفل لديه القدرة على فهم أن الأشياء تبقى موجودة حتى عندما لا يمكن رؤيتها. [هل المصدر موثوق به؟]  ومن الأمثلة على ذلك إخفاء الطفل اللعب المفضلة تحت البطانية، على الرغم من أن الطفل لا يستطيع رؤيتها مادياً إلا أنه يعرف أن عليه النظر تحت البطانية.
ماقبل التشغيل : (يبدأ الطفل بالتحدث منذ حوالي سن 7)
خلال هذه المرحلة من التنشئة، يبدأ الأطفال الصغار تحليل بيئتهم باستخدام الرموز العقلية. وغالباً ما تشمل هذه الرموز الكلمات والصور وسوف يبدأ الأطفال بتطبيق هذه الرموز في حياتهم اليومية والتي تأتي عبر كائنات مختلفة، ومن الأحداث والمواقف. ومع ذلك، فإن التركيز الرئيسي لبياجيه في هذه المرحلة وسبب تسميته لها «ماقبل التشغيل» لأن الأطفال في هذه المرحلة لا يستطيعون أن يطبقوا العمليات المعرفية المحددة، مثل مثل الرياضيات العقلية. بالإضافة إلى الرمزية، بدأ الأطفال الآن الانخراط في اللعب حيث يقومون بالتظاهر أمام الناس بأنهم ليسوا (أساتذة، أبطال خارقين) وأنهم يقومون باستخدام دعائم مختلفة لجعل هذه اللعبة تبدو أكثر واقعية. بعض أوجه القصور في هذه المرحلة من التنمية هي أن الأطفال الذين هم من 3 - 4 سنوات من العمر غالباً ما تظهر فيهم سمة الأنانية، مما يعني أن الطفل لا يستطيع أن يرى من وجهة نظر شخص آخر، فهم يشعرون وكأن شخص آخر يواجه نفس الأحداث والمشاعر التي يعاني منها. [هل المصدر موثوق به؟]  (انظر «المهمات الضخمة الثلاثة»). ومع ذلك، في حوالي عمر الـ 7 عمليات التفكير عند الأطفال لن تعود أنانية وستكون أكثر بديهية.
مرحلة تشغيلية معينة : (من الصف الأول إلى مرحلة المراهقة المبكرة)
خلال هذه المرحلة، يبدا الأطفال تطوير العمليات الإدراكية وتطبيق هذا التفكير الجديد إلى مختلف الأحداث التي قد يواجهونها. خلافاً للمرحلة ماقبل التشغيل، الآن يمكن للأطفال تغيير وإعادة ترتيب الصور الذهنية والرموز لتشكيل فكر منطقي، مثال على ذلك العكس الذي لدى الأطفال والقدرة الآن على قلب الحركة فقط عن طريق القيام بعكسها.
العمليات الرسمية :
المرحلة النهائية لبياجيه هي التنمية المعرفية تعرف الطفل بأنه الآن لديه القدرة على «التفكير بعقلانية ومنهجية أكثر حول المفاهيم المجردة والأحداث الافتراضية». بعض الجوانب الإيجابية في هذا الوقت هو أن الطفل أو المراهق يبدأ بتشكيل هويتهم في فهم لماذا يتصرف الناس بهذه الطريقة التي يتصرفون بها. ومع ذلك، هناك بعض الجوانب السلبية والتي تشمل الطفل أو المراهق في تنمية بعض الأفكار الأنانية التي تشمل الجمهور الخيالي والخرافة أو الشخصية الأسطورة. يشعر المراهق بوجود جمهور وهمي وبأن العالم فقط المعني ويحكم المراهق على أي شيء لا كما هو عليه، المراهق يشعر كما وأنه على خشبة مسرح وكل شخص هو ناقد وأنه هو قيد النقد. خرافة الشخصية هو عندما يشعر المراهق أنه أو أنها شخص فريد من نوعه وأن كل شيء يفعله هو فريد. يشعرون كما لو أنهم هم فقط الذين يملكون الخبرة بما يعانون وأنهم لا يقهرون وانه لن يحدث لهم أي شيء سيء بل أنه سيحدث فقط للآخرين.

### فيجوتسكي
المقالات التفصيلية: ليف فيجوتسكي وعلم النفس الثقافي - التاريخي
كان فيجوتسكي المنظر الروسي، الذي اقترح النظرية الاجتماعية والثقافية. خلال عام 1920 م _ 1930 م بينما كان بياجيه يطور نظريته الخاصة، وكان فيجوتسكي رجل دين نشيط في ذلك الوقت وقيل بنظريته لتكون «الأخيرة» فقد تم ترجمتها من اللغة الروسية، وبدا التاثير على الفكر الغربي. وأفترض أن الأطفال يتعلمون على الخبرة من خلال التدريب العملي، كما اقترح بياجيه. ولكن خلافاً لبياجيه أدعى ان تدخل الكبار في الوقت المناسب حساس عندما يكون الطفل على حافة تعلم مهمة جديدة (تسمى منطقة التنمية القريبة) يمكن أن تساعد الأطفال على تعلم مهام جديدة. تسمى هذه التقنية «سلم»، لأنه يبني بالفعل على معرفة الأطفال لديهم مع المعرفة الجديدة وأن البالغين يمكن أن يساعدوا الطفل على التعلم. مثال على ذلك، يكون عندما يقوم أحد الوالدين بمساعدة طفله على التصفيق أو لف يديه بشكل مناسب لإيقاع الكيكة هكذا حتى تستطيع أن تصفق وتلف يديها بنفسها.
وركز فيجوتسكي بقوة على دور الثقافة في تحديد نمط الطفل في التنمية. وقال إن «كل وظيفة في التنمية الثقافية للطفل تظهر مرتين: الأولى، على الصعيد الاجتماعي وفيما بعد على المستوى الفردي، أولاً بين الناس (في حالة نفسية) ومن ثم داخل الطفل (الداخل النفسي). وهذا ينطبق أيضاً على الاهتمام الإرادي، الذاكرة المنطقية، ولتشكيل المفاهيم وجميع الأدوار المهمة تنشأ عن العلاقات الفعلية بين الأفراد».
فيجوتسكي يرى أن عملية التنشئة شهدت فترات تازم في تنمية الطفل كان هناك خلالها نقلة نوعية في الأداء العقلي للطفل.

### نظرية التعلق
المادة الرئيسية: نظرية التعلق
نظرية التعلق والتي تنشأ في أعمال جون باولبي والتي وضعتها ماري اينسورث، وهي نظرية نفسية تطورية لعلم السلوك الذي يوفر إطار وصفي وتفسيري لفهم العلاقات الشخصية بين البشر. وقد أدت ملاحظات باولبي إلى مرفقات وثيقة جعلته يعتقد أن الروابط العاطفية وثيقة أو «مرفقات» هام بين الرضع ومقدمي الرعاية الأساسية منها ماهو ضروري وهو مطلب مهم لتشكيل «الطبيعة الاجتماعية والتنمية العاطفية».

### إريك إريكسون
المواد الرئيسية: إريك إريكسون والتنمية النفسية
إريكسون أحد اتباع فرويد، قام بتوليف كل من فرويد ونظرياته الخاصة لإنشاء ما يعرف باسم «النفسية» وهي مراحل من التنمية البشرية، والتي تمتد من الولادة وحتى الموت، ويركز على «المهام» في كل مرحلة يجب تحقيقها بنجاح للتنقل لتحديات الحياة.
مراحل إريكسون تتكون من ثمانية كما يلي:
- الثقة مقابل عدم الثقة (الرضع)
- الاستقلال الذاتي مقابل الخجل (بداية المشي)
- المبادرة مقابل الشعور بالذنب (ماقبل المدرسة)
- الصناعة مقابل الدونية (المراهقين الشباب)
- الهوية مقابل دور الحيرة (المراهقين)
- الألفة مقابل العزلة (مرحلة الشباب)
- النوعية مقابل الجمود (منتصف سن الرشد)
- وحدة الأنا مقابل اليأس (الشيخوخة)[14]

### النظريات السلوكية
المادة الرئيسية: تحليل السلوك لتنشئة الطفل
المدرسة السلوكية لنظرية جون ب واتسون تشكل أسس النموذج السلوكي للتنشئة 1925 م . وقد كتب على نطاق واسع عن تنشئة الطفل وأجرى بحوثاً عنه . وكان لـ واتسون دور فعال في تعديل تيار ويليام جيمس في الوعي لمقاربة بناء تيار من نظرية السلوك . [بحاجة لمصدر] ساعد واتسون أيضاً في جلب منظور العلوم الطبيعية إلى علم نفس الطفل من خلال إدخال مناهج البحث الموضوعي القائم على ملاحظة السلوك ومقاييسها . [بحاجة لمصدر] وعقب واتسون، يؤدي B.F.Skinner مزيداً من هذا النموذج لتغطي هذا التكييف الفعال والسلوك اللفظي . [بحاجة لمصدر] يستخدم سكينر حجرة فعالة، أو صندوق، لمراقبة سلوك الكائنات الحية الصغيرة والحالات التي تسيطر عليها، وقد أثبتت ان سلوكيات الكائنات الحية تأثر على البيئة . من ناحية أخرى، قال أنه يستخدم التعزيز والعقاب للحصول على شكل سلوك مطلوب .

### نظريات آخرى
وفقاً لرأيه أن الدافع الجنسي هو دافع الإنسان الأساسية، [بحاجة لمصدر] وضعت نظرية سيغموند فرويد علم النفس الجنسي في التنمية البشرية من مرحلة الطفولة وصاعداً، وتنقسم إلى خمس مراحل . [بحاجة لمصدر] وقال ايضاً أنه مع تطور البشر، فإنها تركز اهتمامها على كائنات مختلفة ومحددة من خلال مراحل تطورها . [بحاجة لمصدر] كل مرحلة تحتوي على صراع يتطلب قرار في تمكين الطفل من التطور .
بدأ استخدام النظرية الديناميكية في وقت مبكر كإطار للنظر في التنشئة في عام 1990م، واستمر إلى القرن الحالي . نظرية النظم الديناميكية اللا خطية تؤكد التوصيلات (على سبيل المثال، بين السابق واللاحق لتأكيد الذات الاجتماعية) وقدرة النظام على إعادة تنظيم مرحلة التحول والتي هي تشبه مرحلة طبيعتها . مفهوم آخر مفيد للتنمية هو حالة الانجذاب والشرط (مثل نمو الأسنان أو القلق) التي تساعد على تحديد السلوكيات الغير معتادة عن ماهي عليه . [بحاجة لمصدر] وقد تم تطبيق نظرية النظم الديناميكية على نطاق واسع لدراسة التطور الحركي، ولديه أيضاً نظرية لرابطات قوية مع بعض وجهات نظر باولبي حول أنظمة المرفقات . تتعلق نظرية النظم الديناميكية أيضاً إلى مفهوم عملية للمعاملات،  قيام عملية تفاعلية متبادلة فيها الأطفال والآباء والأمهات تؤثر في كل واحد مع بعضها البعض، وإحداث التغيير التنموي مع مرور الزمن . [بحاجة لمصدر]
و «منظور المعرفة الأساسية» هي نظرية النشوء والارتقاء في تنشئة الطفل «أن حياة الرضع تبدأ مع الفطرية ونظم المعرفة لأغراض خاصة ويشار إليها في المجالات الأساسية للفكر»  هناك خمسة مجالات اساسية من الفكر، كل واحدة منها لها أهمية بالغة من اجل البقاء، والتي تعد لنا في وقت واحد لتطوير الجوانب الرئيسية من الإدراك المبكر؛ وهي: المادية والعددية واللغوية والنفسية والبيولوجية. [بحاجة لمصدر]

## الإستمرارية والإنقطاع في التنمية
على الرغم من أن تحديد هوية معالم تطور الطفل هو من مصلحة الباحثين ومقدمي رعاية الأطفال، والعديد من جوانب التغيير التنموي مستمرة إلا أنها لا تقوم بعرض المعالم الملاحظة في التغيير . التغييرات التنموية مستمرة، مثل نمو القامة تنطوي على التقدم التدريجي إلى حد ما للنمو القابل للتنبوء به نحو صفات البالغين . عندما يصبح التغيير التنموي غير متواصل، مع ذلك فإن الباحثين قاموا بتحديد ليس فقط معالم التنمية، ولكن الفترات ذات الصلة بالعمر غالباً ما تسمى مراحل . [هل المصدر موثوق به؟]  المرحلة هي فترة من الزمن، غالباً ما يرتبط مع طائفة من العمر الزمني المعروف، من خلال السلوك أو الخصائص الجسدية يختلف نوعياً عن ماهو عليه في الأعمار الآخرى . عندما يشار إلى فترة سن كمرحلة، فإن الاختلاف النوعي يعني ليس فقط مصطلح، ولكن أيضاً يمكن التنبؤ به بتسلسل من الأحداث التنموية، بحيث كل مرحلة على حد سواء سبقتها وتلتها فترات آخرى محددة ترتبط مع التميز السلوكي أو الخصائص البدنية .
مراحل التنشئة قد تتداخل أو تترافق مع جوانب آخرى محددة للتطور، مثل النطق أو الحركة. المنطقة التنموية على وجه الخصوص، والانتقال إلى مرحلة قد لا يعني أن المرحلة السابقة يتم الانتهاء منها تماماً . على سبيل المثال، في مناقشة إريكسون للمراحل الشخصية، هذا المنظر أنه يتم الإنفاق مدى الحياة في إعادة صياغة القضايا التي كانت مميزة في الأصل من مرحلة الطفولة . وبالمثل وصف بياجيه منظرا من التنمية المعرفية، والحالات التي يمكن أن يحل الأطفال نوع واحد من المشكلة، باستخدام مهارات التفكير الناضجة، لكنه لم يستطع تحقيق ذلك لمشاكل أقل معرفة، وهي ظاهرة أسماها horizontal decalage .

### آليات التنشئة
انظر أيضاً: الطبيعة مقابل التغذية 

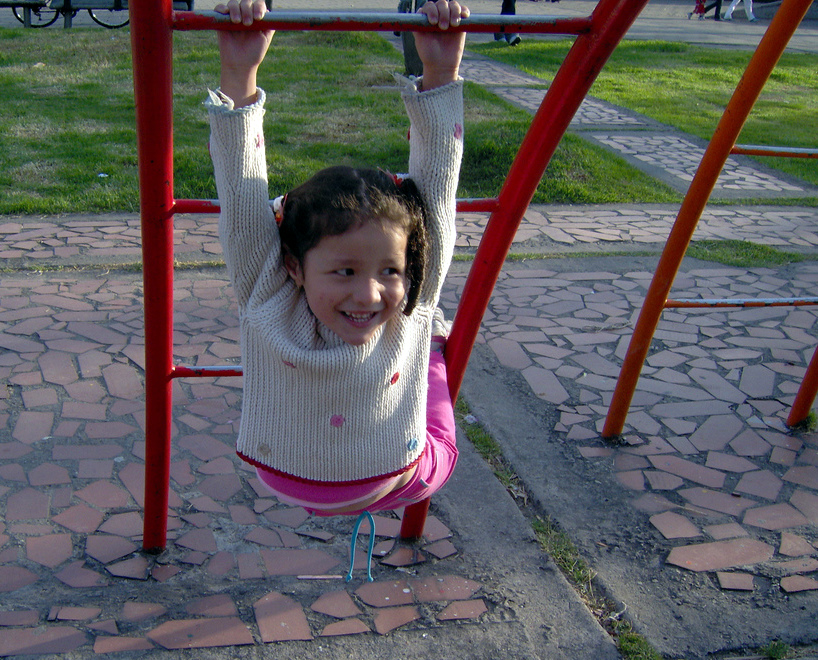
فتاة تلعب على أرضية المسرح

على الرغم من ان التغير التنموي يسير بشكل مواز مع العمر الزمني،  إلا أن العمر في حد ذاته لا يمكن أن يسبب التنمية . الآليات الأساسية أو أسباب التغير التنموي هي العوامل الوراثية والعوامل البيئية .
العوامل الوراثية هي المسؤلة عن التغيرات الخلوية للنمو الشامل، والتغيرات بالنسبة لأجزاء الجسم والدماغ،  ونضوج جوانب دالة مثل الرؤية والاحتياجات التغذوية . لأن الجينات لا يمكن أن تكون «متوقفة» أو «عاملة»،  مع مرور الوقت قد يتغير في الوظيفة النمط الجيني الأولي للأفراد، مما يؤدي إلى إجراء المزيد من التغييرات التنموية . العوامل البيئية التي تؤثر على التنمية قد تشمل كلاً من النظام الغذائي والتعرض إلى إحداث المرض . فضلاً عن الخبرات الاجتماعية والعاطفية والمعرفية . ومع ذلك، فإن درساة العوامل البيئية تبين أيضاً أن الكائنات البشرية يمكن أن تعيش مرحلة الشباب في مجموعة واسعة إلى حد ما من التجارب البيئية .
بدلاً من التصرف بوصفها آليات مستقلة وجينية وعوامل بيئية إلا انها غالباً ما تتفاعل لتتسبب في التغيير التنموي . بعض جوانب نمو الطفل جديرة بالملاحظة، أو المدى الذي يسترشده اتجاه التنشئة عن العوامال البيئية، وكذلك بادرت نحو العوامل الوراثية . عندما يتاثر جانب من جوانب التنمية بقوة من خلال التجربة في وقت مبكر، يقال أنها لإظهار وجود درجة عالية من المرونة، وعندما يكون التركيب الوراثي هو السبب الرئيسي للتنمية، والمرونة هي أن تكون منخفضة . قد تنطوي على الليونة إرشادات بواسطة عوامل داخلية المنشأ مثل الهرمونات وكذلك نتيجة عوامل خارجية مثل العدوى . 

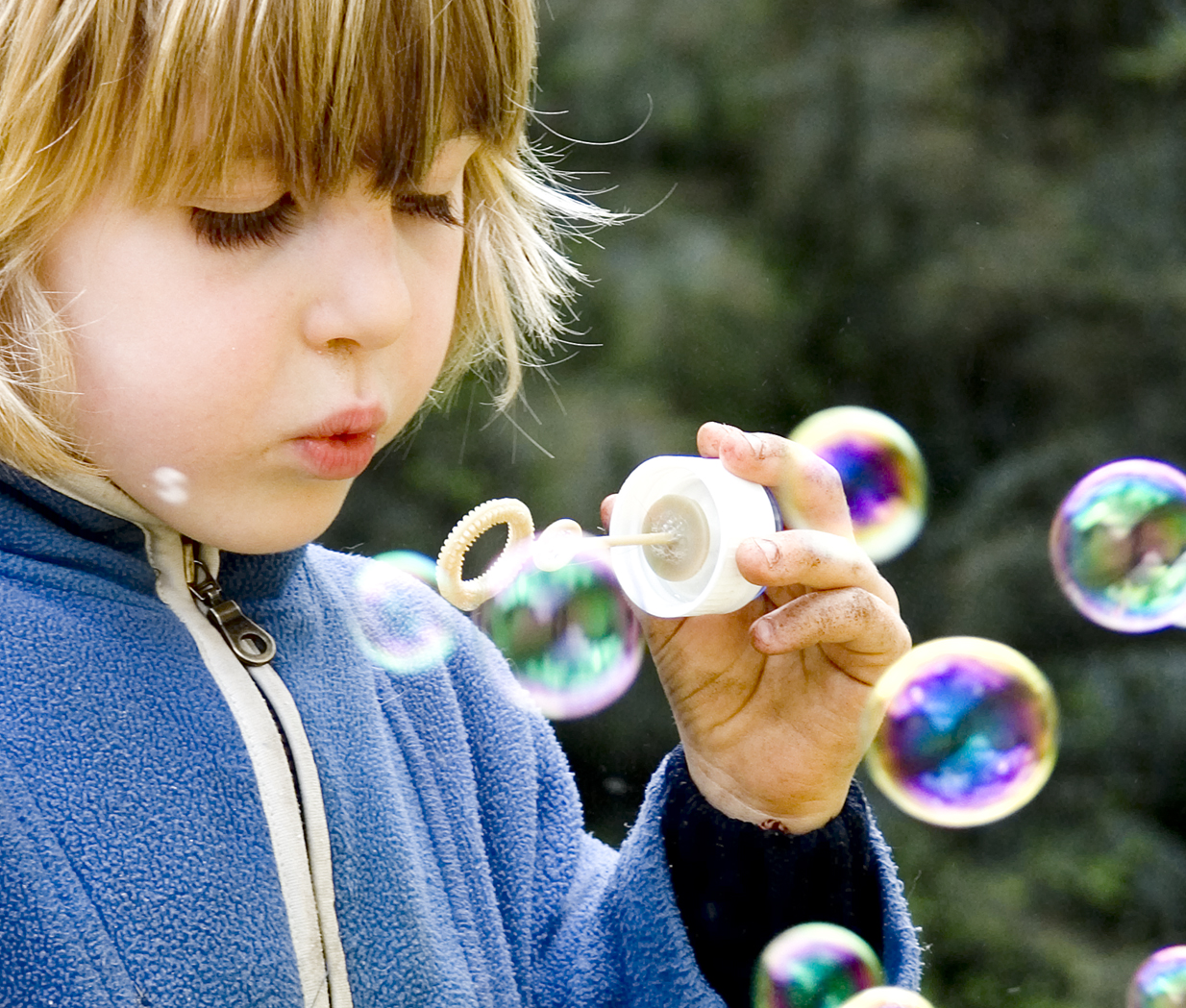
طفل يلعب مع الفقاعات

واحدة من نوع التوجيه البيئي قد وصفت الخبرة التي تعتمد على الليونة، والتي غيرت السلوك نتيجة التعلم من البيئة . يمكن أن يحدث بعض الليونة من هذا النوع في مختلف مراحل العمر، وربما تنطوي على العديد من أنواع السلوك، بما في ذلك بعض ردود الأفعال العاطفية . وهناك نوع تاني من الليونة، تجربة الليونة التوقعية، والتي تنطوي على تأثير قوي للخبرات محددة خلال فترات حساسة محددة من التنمية . على سبيل المثال، استخدام اثنين من منسقة العيون، وتجربة صورة واحدة ثلاثية الأبعاد بدلاً من الصور ثنائية الأبعاد التي أنشأها الضوء في كل عين، وتعتمد على الخبرات مع الرؤية خلال النصف الثاني من السنة الأولى من العمر . تجربة الليونة التوقعية تعمل على صقل جوانب التنمية التي لا يمكن المضي قدماً بدونها في تحقيق نتائج أفضل وذلك نتيجة لعوامل وراثية تعمل وحدها .
بالإضافة إلى وجود مرونة في بعض جوانب التنمية، قد تعمل الارتباطات الوراثية البيئية في عدة طرق لتحديد خصائص ناضجة للفرد . الارتباطات الوراثية البيئية هي الظروف التي تجعل بعض تجارب العوامل الوراثية أكثر احتمالاً ان تحدث . على سبيل المثال، في ارتباط للبيئة الوراثية السلبية هو احتمال تعرض الطفل لبيئة معينة لن التركيبة الجينية له أو والديه يجعلها عرضة لأختيار أو خلق مثل هذه البيئة . في ارتباط الجينية البيئية هي مثيرة للذكريات، وخصائص الطفل وراثياً تسبب قضية شعب آخر للاستجابة بطرق معينة، وتوفير بيئة مختلفة مما قد يحدث اختلافاً وراثياً للطفل ؛  على سبيل المثال طفل معه متلازمة داون يمكن أن يكون علاجه أكثر حماية وأقل تحدي من طفل غير مصاب بمتلازمة داون . واخيراً، وجود علاقة وراثية بيئية نشطة والطفل هو الذي يختار الخبرات التي بدورها لها تأثيرها ؛  على سبيل المثال، العضلات، الطفل النشط قد يختار ما بعد المدرسة الخبرات الرياضية التي تخلق زيادة مهاراته الرياضية ، ولكن ربما يحاول دون دروس الموسيقى. في جميع هذه الحالات ، يصبح من الصعب معرفة ما إذا تشكلت خصائص الطفل إلى عوامل وراثية ، من خلال التجارب ، أو من خلال مزج الاثنين معاً .

## قضايا البحث وطرقها
1. ما التطور ؟ ماهي الجوانب ذات الصلة من عملية تغيير الفرد خلال فترة من الزمن ؟
2. ماهي نسبة وسرعة معدل التنمية ؟
3. ماهي آليات التنشئة _ ماهي جوانب الخبرة والوراثة التي تتتسبب في التغيير التنموي ؟
4. هل هناك اختلافات فردية طبيعية ذات صلة في التغييرات التنموية ؟
5. هل هناك فروق سكانية في هذا الجانب من التطوير (على سبيل المثال ، الاختلافات في تنمية الفتيان والفتيات) ؟

الأبحاث التجريبية هو أن يحاول الإجابة على هذه الأسئلة والتي قد تتبع عدد من الأنماط في البداية وقد تكون هناك حاجة في البحث والمراقبة في ظروف طبيعية لتطوير السرد ووصف وتحديد جانباً من جوانب التغيير التنموي ، مثل التغيرات في ردود الفعل المنعكس في السنة الأولى . [بحاجة لمصدر] هذا النوع من العمل يمكن ان يعقبه دراسات ارتباطية ، وجمع معلومات عن العمر الزمني وبعض أنواع من التنمية مثل نمو المفردات ؛ ويمكن استخدام الاحصائيات الارتباطية لتغيير الدولة . مثل هذه الدراسات دراسة خصائص الأطفال في مختلف الأعمار . [بحاجة لمصدر] هذه الوسائل قد تشمل دراسات طولية في مجموعة من الأطفال يتم إعادة النظر في عدد من المناسبات عن كبار السن ، أو دراسات مقطع عرضي ، والتي يتم فيها اختبار مجموعات من الأطفال من مختلف الأعمار لمرة واحدة مقارنة مع بعضها البعض ، أو قد يكون هناك مزيج من هذين النهجين . بعض دراسات تنمية الطفل مخصص لأثار التجربة أو الوراثة من خلال مقارنة خصائص مجموعات مختلفة من الأطفال بالضرورة غير عشوائيتين في التصميم . [بحاجة لمصدر] يمكن استخدام تصاميم عشوائية لدراسات آخرى لمقارنة النتائج لمجموعات الأطفال الذين يتلقون مختلف الأنشطة أو العلاجات التربوية .

## المراحل الإنمائية
المادة الرئيسية : مراحل تطور الطفل
تغييرات المعالم في القدرات البدنية والعقلية محددة (مثل المشي وفهم اللغة) التي تميز نهاية المدة الإنمائية وبداية آخرى . [بحاجة لمصدر] نظريات المرحلة ، هي معالم تدل على وجود انتقال المرحلة . وقد أثبتت الدراسات أن اننجاز العديد من المهام الإنمائية لإعمار ترتيب زمني نموذجي مترافق مع المراحل الإنمائية . ومع ذلك ، هناك تباين كبير في تحقيق المعالم ، حتى بين الأطفال الذين يعانون من المسارات التنموية ضمن المعدل الطبيعي . بعض المعالم هي أكثر تنوعاً من غيرها ؛ على سبيل المثال ، تقبل مؤشرات الكلام لا تظهر الكثير من الاختلاف بين الأطفال الذين لديهم سمع طبيعي ، لكن مؤشر الكلام التعبيري يمكن أن تكون متغيرة جداً . [بحاجة لمصدر]
إن القلق المشترك في تنشئة الطفل هو التأخر في النمو الذي ينطوي على التأخير في القدرة خلال سن محدد لمراحل تنموية هامة . الوقاية والتدخل المبكر في تأخر النمو هي من المواضيع الهامة في دراسة نمو الطفل . [بحاجة لمصدر] يجب تشخيص تأخر النمو بالمقارنة مع خاصية التغيير بأنه حدثاً هاماً ، ليس إنجازاً عندما يتعلق بمتوسط العمر . ومثال على تلك المعالم التنسيق بين العين واليد ، والتي تشمل زيادة قدرة الطفل بالتعامل مع الأشياء بطريقة منسقة . زيادة المعرفة من سن محدد المعالم يسمح للآباء وغيرهم للحفاظ على مسار التنمية الملائم . [بحاجة لمصدر]